# Tikaré (Cameroun)
Tikaré est un village de la région du Centre du Cameroun. Il est localisé dans l'arrondissement (commune) de Minta, département de la Haute-Sanaga. On y accède par la piste rurale qui lie Meba à Mbargué et Wall à Nlang.

## Population et société
En 1963, la population de Tikaré était de 204 habitants. Tikaré comptait 206 habitants lors du recensement de 2005. La population est constituée pour l’essentiel de Bamvele.